# Астрофитум голова-медузы
Астрофитум голова-медузы (лат. Astrophytum caput-medusae), или Дигитостигма капут-медуза (Digitostigma caput-medusae) — это кактус из рода астрофитум, который открыли в 2002 году исследователи Карлос Г. Веласко Масиас (исп. Carlos Velazco) и Мануэль Неварес-де-лос-Рейес (Manuel Nevarez).
Изначально для кактуса создали отдельный род — Digitostigma. Причиной этого стало то, что этот кактус не похож ни на один из ранее исследованных. Кроме того, это название рода достаточно хорошо описывает его внешний вид (digito stigma — крапчатые пальцы).
Через несколько месяцев после открытия, учёный Дэвид Хант предлагает отнести растение к роду Астрофитум. При этом он сохраняет название «голова-медузы» (caput-medusae). Цветки и семена кактуса действительно похожи на представителей рода Астрофитум, правда, само растение существенно разнится по сравнению с известными Астрофитумами. Хант также отметил некоторые сходства с Ariocarpus agavoides и Leuchtenbergia principis.
Места обитания — в основном полупустыни Мексики, на высоте 100—200 м над уровнем моря.

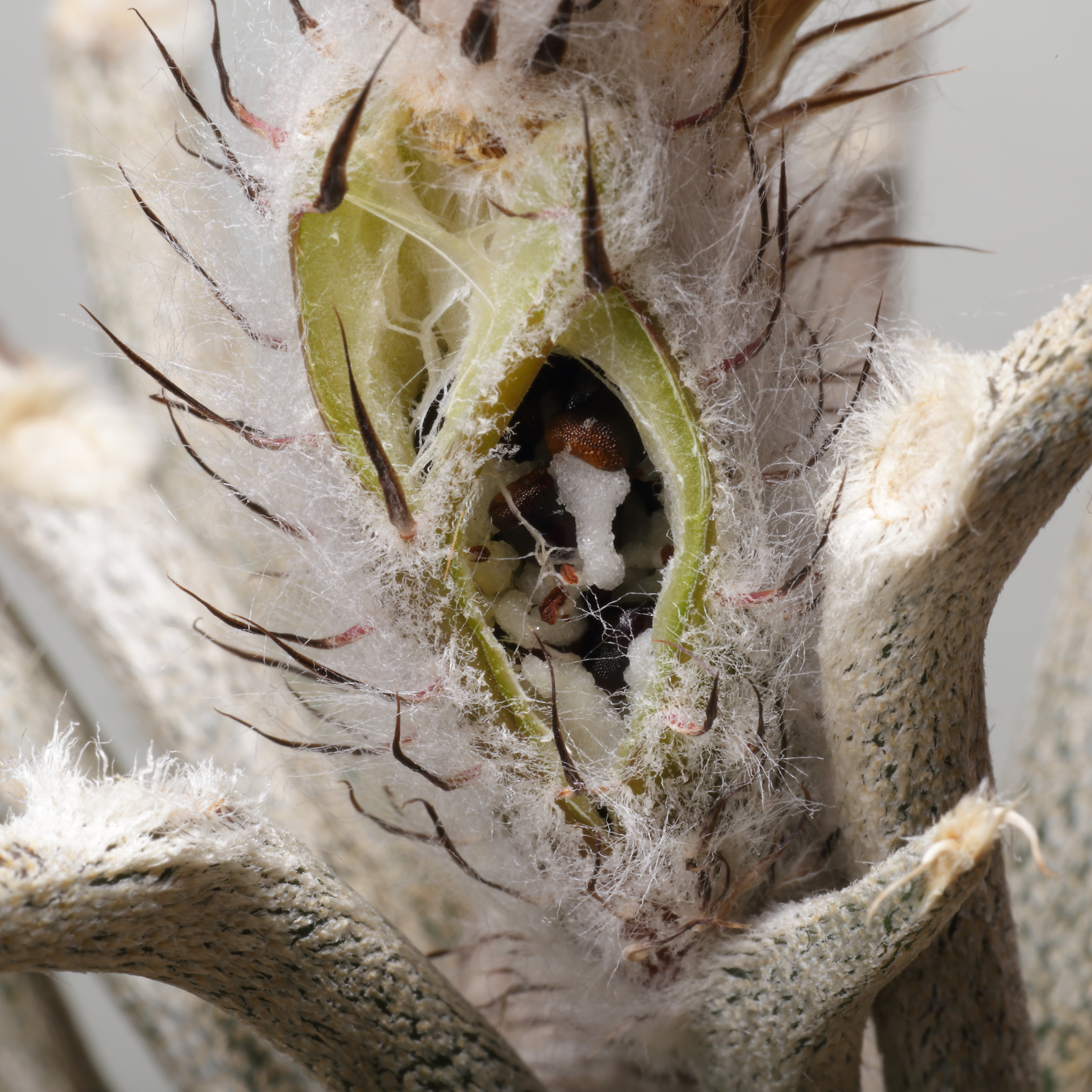
Плод
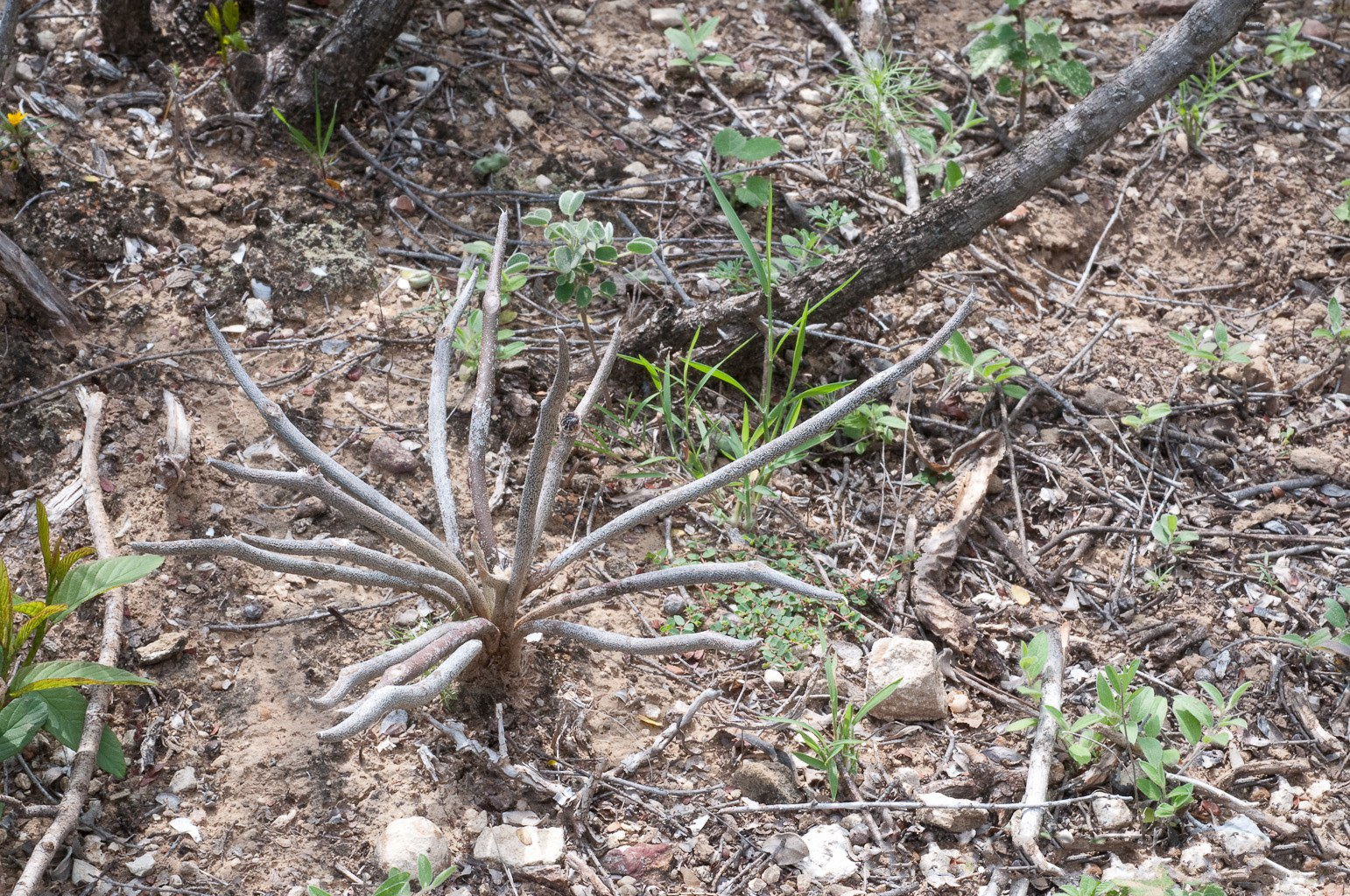
Общий вид

## Биологическое описание
Высота растения редко превышает 19 см. Растёт в основном одиноко, кустится редко. Стебель цилиндрической формы, довольно короток, усыпан множеством щетинок, предположительно, происходящих от остатков бугорков у основания. Сами щетинки окрашены в светло-кофейный цвет, иногда с красноватыми оттенками. Бугорки основания слегка похожи на листья, могут достигать в длину около 19 см, в ширину — 2—5 мм.
Корень растения по величине примерно равен надземной части растения, сам по себе довольно мясистый, веретенообразный.
Верхний слой (эпидермис) почти полностью покрыт сероватыми крапинками, сам окрашен в светло-зелёный цвет.
Колючки длиной 1—3 мм, крепкие, слегка согнуты. У основания обычно светлого оттенка, кончик колючек — тёмного-кофейного цвета. Обычно их всего несколько.
Колючконесущие ареолы обычно круглые с белой шерстью; цветоносные обычно находятся на расстоянии 18—46 мм от колючконесущих, также украшены белой шерстью, по размеру заметно превышают колючконесущие.
Цветок растения достигает в диаметре до 53 мм, в длину — до 47 мм. Обычно расположен на растущих бугорках.
Околоплодник обычно покрыт копьевидными чешуйками, также украшен белой шерстью, в длину не превышает 19 мм. Трубка[прояснить] длиной до 11 мм обычно достаточно узка и покрыта такими же чешуйками. Наружные сегменты обратно-копьевидные, в длину также могут достигать 19 мм, окрашены в переходящий от края к центру сегмента светло-жёлтый в светло-зелёный цвет. В центре иногда просматривается линия кофейного цвета.
Тычинки растения представлены обильным количеством. Их длина находится в пределах 10—12 мм, окрашены в жёлтый цвет. Пестик не превышает 18 мм в длину, имеет 5 вытянутых лопастей длиной около 5 мм, окрашен также в жёлтый цвет.
Плод кактуса в форме яйца достигает в длину 20 мм, в ширину — 8 мм. Цвет зелёный. Незрелый плод обычно покрыт чешуйками около 2 мм в длину и 0,5 мм в ширину. Украшен белыми шерстинками, растущими из аксил чешуек. После высыхания части околоцветника оставляют рубец диаметром около 3 мм. Созревая, плод начинает подсыхать и трескаться в горизонтальном направлении.
Семена растения чёрные, блестящие, обычно 2,5—3 мм в длину, не превышают 2 мм в ширину.